# Maximino (doríforo)
Maximino (em latim: Maximinus) foi um oficial bizantino do século VI, ativo sob o imperador Justiniano (r. 527–565). Doríforo da guarda de Teodoro, quando esteve na África em 537/539, planejou uma revolta contra seu comandante. A conspiração foi descoberta por Asclepíades, que relatou o caso a Teodoro. Visando controlá-lo, Germano nomeou-o seu próprio doríforo, porém, devido sua insistência em tramar conspirações, foi executado em Cartago por Germano.